# Neminem captivabimus nisi iure victum
Neminem captivabimus nisi iure victum (łac. nikogo nie uwięzimy bez wyroku sądowego) – immunitet nietykalności przyznany szlachcie przez Władysława Jagiełłę przywilejami z 1425, 1430 i 1433 r – zasada gwarantująca w Rzeczypospolitej nietykalność osobistą szlachcie, a więc zapewniająca, iż posiadający takie prawo nie zostanie uwięziony bez wyroku sądowego.
Zasada ta została pierwotnie sformułowana w przywileju nadanym przez Władysława Jagiełłę w Brześciu Kujawskim 25 kwietnia 1425, jednak nie wszedł on w życie. Ostatecznie wprowadzono ją przywilejem jedlneńskim z 4 marca 1430 i krakowskim z 9 stycznia 1433.
Prawo nietykalności osobistej zostało wówczas nadane posesjonatom. W 1447 przywilej ten został rozszerzony na szlachtę litewską (bojarów). Na mocy ustawy Prawo o miastach (1791) przywilej ten rozszerzono na mieszczan z miast królewskich posiadających majątek nieruchomy.
Konstytucja Królestwa Polskiego z 1815 w art. 18 głosiła, że prawo neminem captivari permittemus nisi iure victum stosować się ma do wszystkich mieszkańców wszelkiego stanu.  

## Literatura
- Andrzej Nowak: Dzieje Polski, tom 3, 1340–1468, Królestwo zwycięskiego orła, Kraków 2017, wyd. "Biały Kruk"
- Encyklopedia Britannica: "Neminem captivabimus - Polish law" - zob.: https://www.britannica.com/place/Poland/The-states-of-the-Jagiellonians#ref396761 (dostęp: 29 sty 2023)
- Władysław Kopaliński: Słownik wyrazów obcych i zwrotów obcojęzycznych, Warszawa 1989, wyd. XVI,"Wiedza Powszechna"
- CDP (Codex diplopaticus Poloniae), t.I, nr 194
- Robert I. Frost: Oksfordzka historia unii polsko-litewskiej - Powstanie i rozwój 1385-1569, tom I, wyd.pierwsze, Poznań, 2018, "Dom Wydawniczy Rebis"
- Norman Davies: Boże igrzysko - Historia Polski, Kraków 1990, wyd. II, "Znak"
- Maciej A. Pieńkowski: Kogo dotyczył przywilej zwany neminem captivabimus nadany przez Władysława II Jagiełłę 4 III 1430 r. w Jedlni?, "Teka Historyka", z. 50 (2015)